# Automolis postrosea
Automolis postrosea är en fjärilsart som beskrevs av Rothschild 1913. Automolis postrosea ingår i släktet Automolis och familjen björnspinnare. Inga underarter finns listade i Catalogue of Life.